# Helene Bensberg-Mauthner
Maria Rosa Helene Fidelie Bensberg-Mauthner, auch Helene Mauthner-Bensberg, geborene Helene Bensberg (* 15. Juni 1853 in Erfurt; † 17. Juli 1940 in Mannheim) war eine deutsche Theaterschauspielerin.

## Leben
Bensberg-Mauthner, die Tochter eines Theaterdirektors, stand schon als Kind auf der Bühne ihres Vaters. Sie wuchs heran, ohne jemals dramatischen Unterricht genossen zu haben, bewährte sich früh als talentvolle Naive. Ihr erstes, größeres Engagement fand sie am Wallnertheater in Berlin, kam von dort ans Residenztheater in Dresden und ging hierauf ans Germaniatheater in New York. Zurück in Europa spielte sie am Stadttheater Breslau und in St. Petersburg. Nach diesen Engagements erschien sie nur noch gastierend in Breslau, Wien, Dresden, Hamburg, Köln etc. sowie in St. Louis, Washington, San Francisco, Milwaukee etc.
Ihr Lebensweg nach 1902 ist unbekannt.
Sie war mit dem Schauspieler und Intendanten Eugen Moritz Mauthner verheiratet.

## Belege
1. ↑  Standesamt Mannheim: Sterberegister. Nr. 1808/1940.

Dieser Artikel basiert auf einem gemeinfreien Text aus Ludwig Eisenbergs Großem biographischen Lexikon der deutschen Bühne im 19. Jahrhundert, Ausgabe von 1903.
| Personendaten    | Personendaten                                                                |
| ---------------- | ---------------------------------------------------------------------------- |
| NAME             | Bensberg-Mauthner, Helene                                                    |
| ALTERNATIVNAMEN  | Mauthner-Bensberg, Helene; Bensberg, Maria Rosa Helene Fidelie (Geburtsname) |
| KURZBESCHREIBUNG | deutsche Theaterschauspielerin                                               |
| GEBURTSDATUM     | 15. Juni 1853                                                                |
| GEBURTSORT       | Erfurt                                                                       |
| STERBEDATUM      | 17. Juli 1940                                                                |
| STERBEORT        | Mannheim                                                                     |